# Pichori
Pichori (en georgiano: ფიჩორი) o Bchara (en abjasio: Ԥичора) es un pueblo que pertenece a la parcialmente reconocida República de Abjasia, dentro del distrito de Gali, aunque de iure es parte del municipio de Gali de la República Autónoma de Abjasia de Georgia.

## Geografía
Pichori se encuentra en la costa del mar Negro, está situada a 40 km de Gali, en la frontera de Abjasia con Georgia. 
Limita con la Pirveli Otobaia en el norte, la Meore Otobaia en el este y la frontera sur con Georgia, con los dos pueblos vecinos de Anaklia y Ganaryis Mujuri en la región de Mingrelia-Alta Esvanetia, alrededor de la cual el río Inguri desemboca en el Mar Negro. Las aldeas de Nachkadu y Nakargali están bajo la administración del pueblo.

## Historia
Pichori fue en el pasado parte de la región histórica georgiana de Mingrelia y desde el siglo XVII de Samurzakán. Después del establecimiento de la Unión Soviética, la aldea formó parte de la RASS de Abjasia dentro del distrito de Gali. En este periodo casi toda la población era de nacionalidad georgiana.
Durante la guerra de Abjasia en 1992-1993, la aldea estuvo controlada por las tropas del gobierno georgiano y, después de los combates, la población quedó bajo el dominio separatista de Abjasia.
Según los acuerdos de Moscú de 1994 sobre el alto el fuego y la división de las partes beligerantes, el distrito de Gali se integró en la zona de amortiguamiento, donde la seguridad de las fuerzas de paz de la CEI se ocupaba de la seguridad dentro de la misión UNOMIG. Las fuerzas de paz abandonaron Abjasia después de que Rusia reconociera su independencia en 2008. Se ha construyó una base militar rusa en la costa, y se completó poco después a fines de 2008, trasladándose allí los soldados desde la base abolida en la vecina Pirveli Otobaia. En el otoño de 2008, el pueblo y la guardia fronteriza fueron atacados repetidamente desde Ganaryis Mujuri con guardias fronterizos y civiles muertos, lo que llevó a la fortificación de la frontera alrededor del pueblo.
En 2011, los guardias fronterizos rusos y abjasios allanaron a los traficantes de drogas locales en el pueblo. Un total de diez personas fueron imputadas por delitos de drogas y tenencia de ilícita de armas.

## Demografía
La evolución demográfica de Pichori entre 1989 y 2011 fue la siguiente:
| 1091                                                | 401 | 1064 |
| (Fuente: Population of Abkhazia since Soviet times) |     |      |

La población de Pichori y su composición no ha variado con el tiempo, siendo inmensamente mayoritarios los georgianos étnicos.
|              | 2011      | 2011       |
| Grupo étnico | Población | Porcentaje |
| ------------ | --------- | ---------- |
| Georgianos   | 1061      | 99,7%      |
| Abjasios     | 0         | 0%         |
| Rusos        | 3         | 0,3%       |
| Total        | 1064      | 100%       |

## Infraestructura

### Arquitectura, monumentos y lugares de interés
El pueblo conserva las ruinas de una antigua iglesia ortodoxa, la iglesia de Pichori, construida en tiempos medievales.